# 가오가이
가오가이(영어: Kaogaii, 본명: 백한솔, 1991년 2월 18일~) 대한민국의 래퍼이다. 예명 플레이백(Playback)으로도 활동하였다. 키츠요지랑 힙합 듀오 호프갱으로도 활동하고 있다.
2021년 1월 래퍼 아웃사이더를 디스하기도 하였다.

## 음반 작품
EP
- 평화를 찾아서(2019)
- 열혈(2020)
- 열혈 2(2020)

싱글
- 우리 엄마 화이팅(2019)
- 시티백(2020)
- 아리랑(2020)
- 머니게임(2021)

## 출연 작품

### 텔레비전 프로그램
- 《Show Me The Money 5》(2016) - 참가자
- 《Show Me The Money 777》(2018) - 참가자
- 《Show Me The Money 8》(2019) - 참가자
- 《Show Me The Money 9》(2020) - 참가자

### 웹 예능
- 《머니게임》(2021) - 참가자